# Рёгоку Кокугикан
Рёгоку Кокугикан (яп. 両国国技館 Рё:гоку Кокугикан, «Зал национальных единоборств в Рёгоку») или Рёгоку Сумо Холл, также просто Кокугикан-арена — крытая спортивная арена, расположенная в квартале Ёкоами близ квартала Рёгоку в специальном районе Сумида, Токио. Нынешнее здание было открыто в 1985 году и вмещает 11 098 человек.
Основное предназначение этого зала — проведение соревнований по борьбе сумо, так называемые турниры Хомбасё. В Токио ежегодно проводятся 3 хомбасё: «первый» — в январе, «летний» — в мае, и «осенний» — в сентябре. В этом же здании находится и музей сумо.
Помимо сумо здесь проводятся соревнования по боксу, реслингу, а также проходят музыкальные концерты.

## История

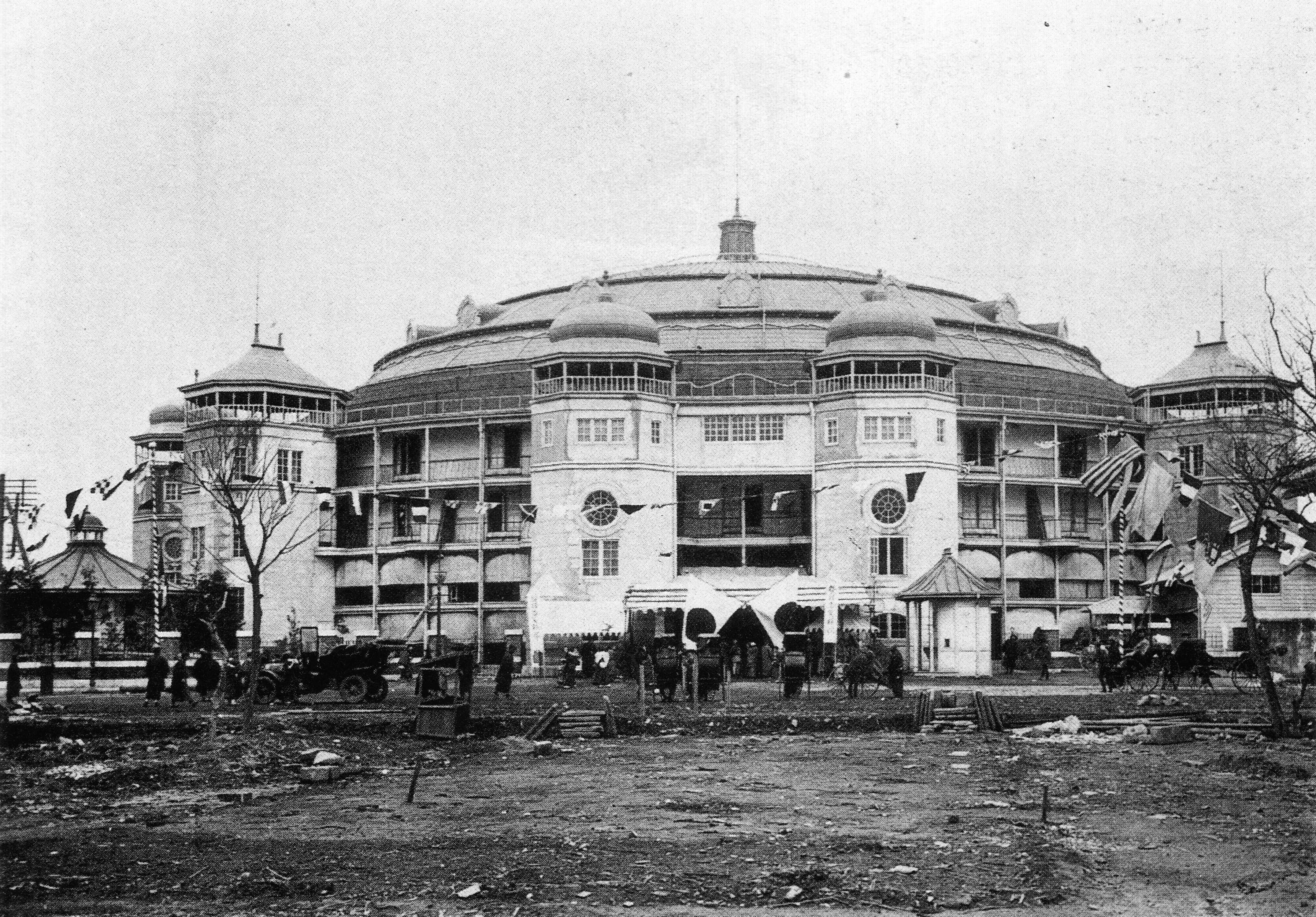
Первоначальный Кокугикан в Рёгоку в 1909 году

До появления специального зала соревнования по сумо в Токио проводились на территории храма Эко.
В период Мэйдзи рост популярности данного ритуального спорта привёл к постройке первого Зала национальных единоборств квартала Рёгоку в 1909 году. Вместимость зала примерно равнялась 13000 человек.
Во время Второй мировой войны японская армия заняла это здание, и поэтому турниры приходилось проводить на бейсбольном стадионе. В период оккупации Японии было разрешено проведение всего лишь двух турниров на территории зала — в ноябре 1945 и в ноябре 1946. Основное время зал использовался оккупационными силами как ледовый каток.
До 1954 года турниры проводились в храме Мэйдзи, а затем в Курамаэ Кокугикане до 1985 года, когда и открылся нынешний зал Рёгоку.
В Рёгоку Кокугикан три раза в год проводятся басё, самые престижные турниры по сумо.

В прошлые годы в Рёгоку Кокугикан проходили финалы ежегодного турнира New Japan Pro-Wrestling G1 Climax, а также шоу Sakura Genesis и King of Pro-Wrestling и шоу WWE The Beast in the East в 2015 году. В 2017 году здесь проходило празднование 70-летия Ferrari. Пол Маккартни дал концерт на этой площадке в рамках своего мирового турне Freshen Up 5 ноября 2018 года.

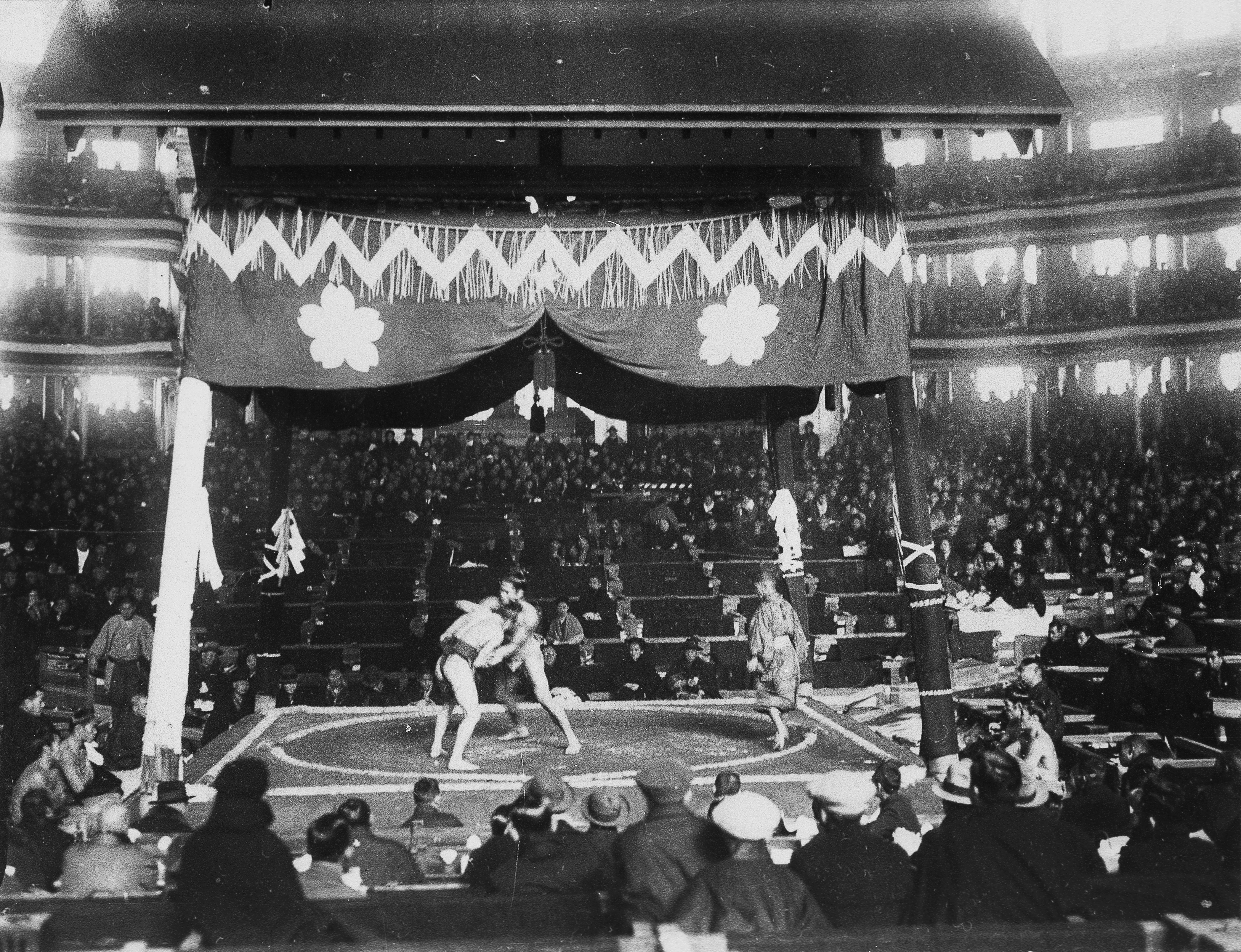
Зал Кокугикана в 1910

На Олимпийских играх 2020 года здесь были проведены соревнования по боксу.

## Галерея

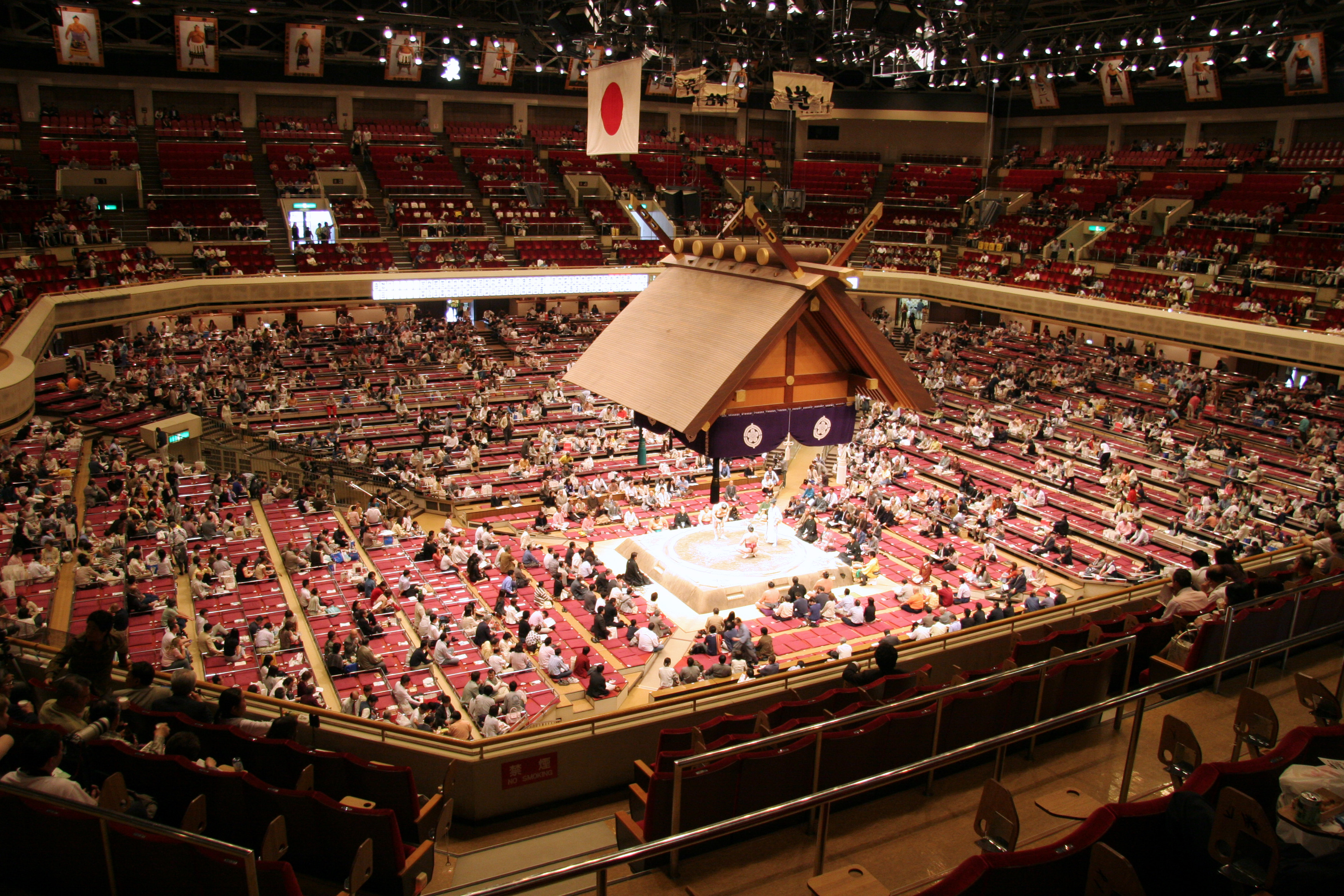
Сумоисты из лиги Дзюрё готовятся к схватке.
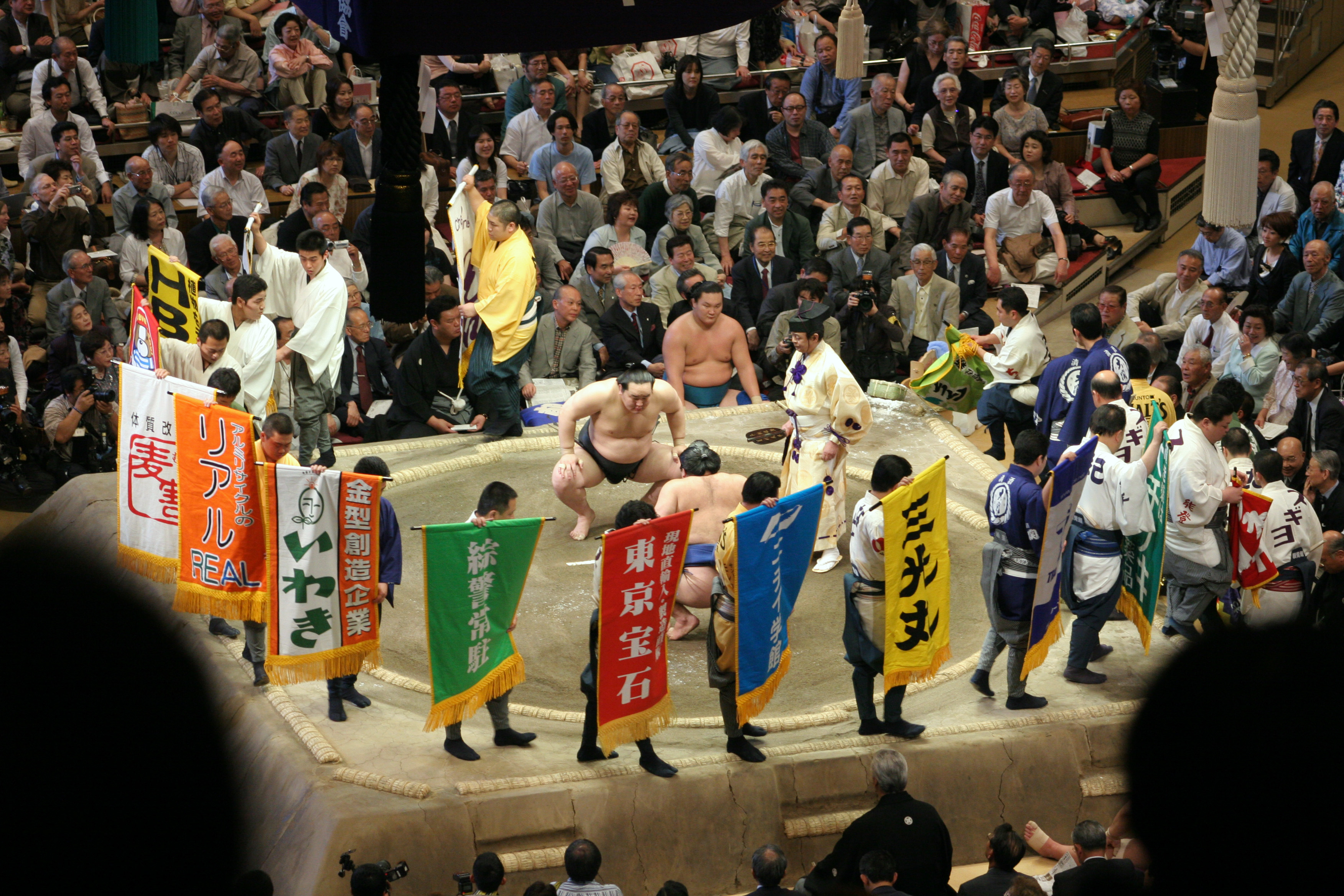
Парад знамён Кэнсё вокруг дохё перед последней схваткой дня.
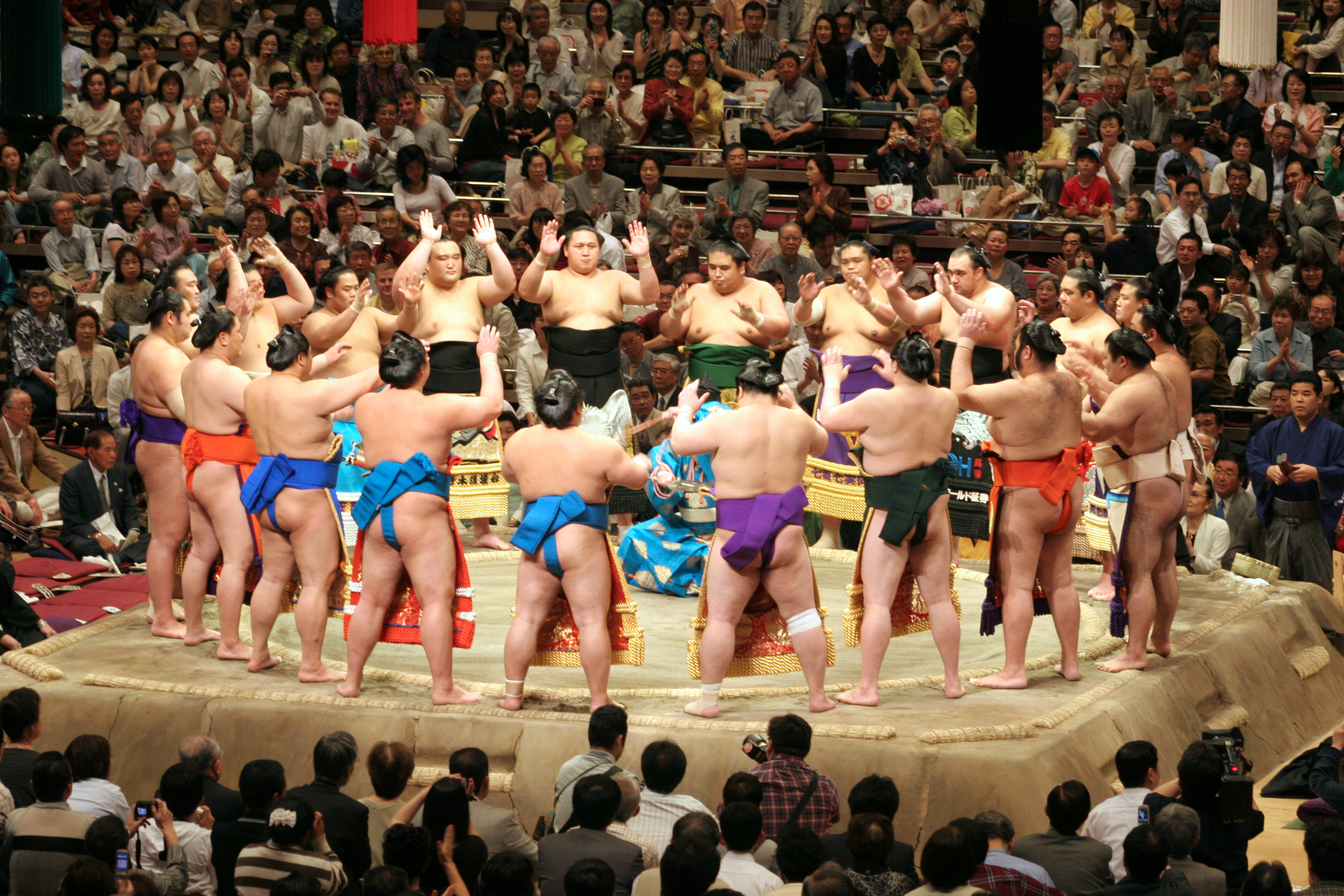
Дохё-ири сумоистов из лиги Макуути.
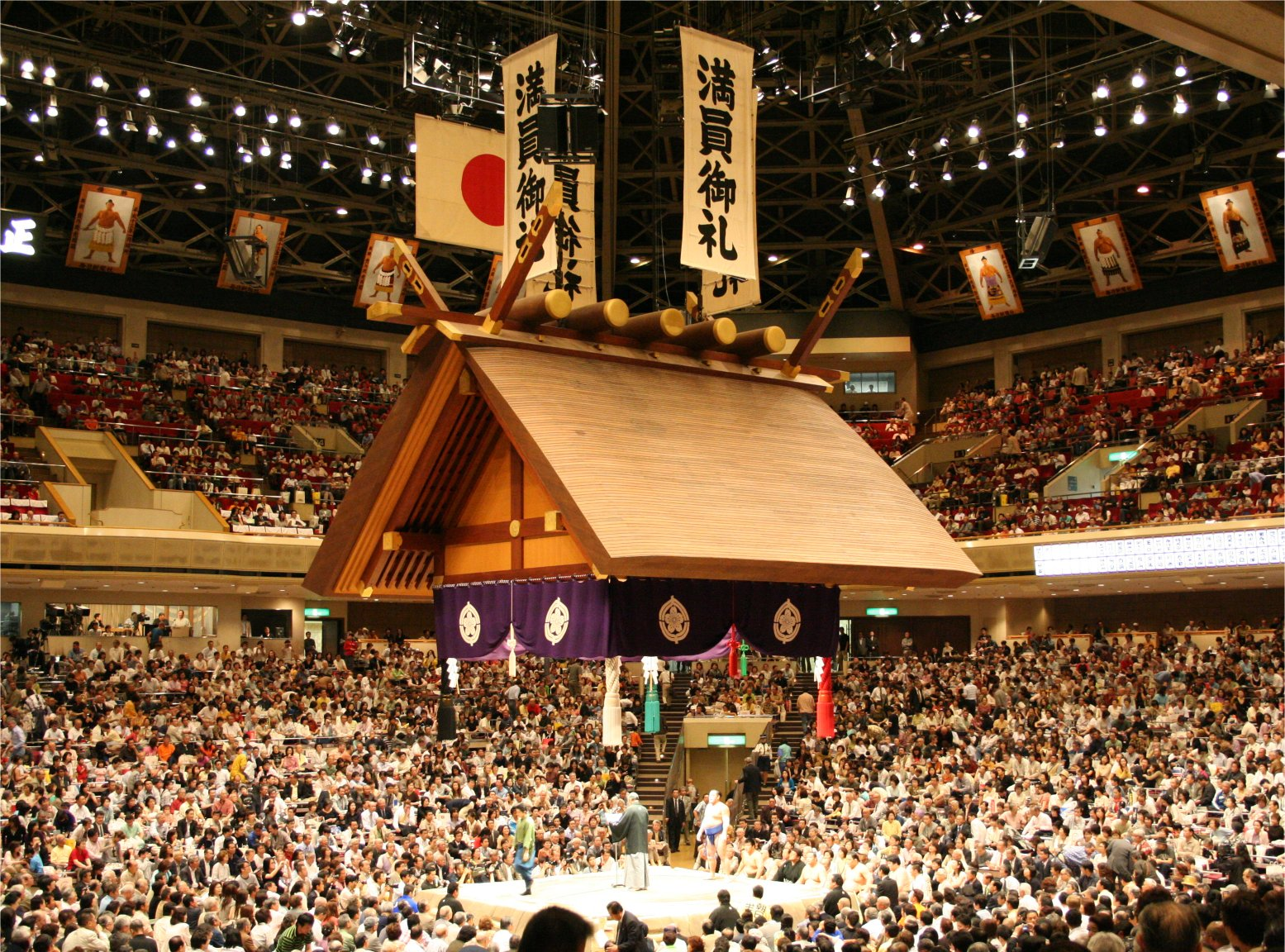
Цуриянэ — подвесная крыша в синтоистском стиле над дохё.